# De Grootste Belg
 (juin 2017).
Si vous disposez d'ouvrages ou d'articles de référence ou si vous connaissez des sites web de qualité traitant du thème abordé ici, merci de compléter l'article en donnant les références utiles à sa vérifiabilité et en les liant à la section « Notes et références ».
De Grootste Belg est un programme télévisé diffusé en 2005 par la chaîne de télévision flamande Canvas et la station de radio Radio 1. Il est basé sur le principe de l'émission de la BBC 100 Greatest Britons : un vote est organisé pour connaître le plus grand Belge de tous les temps. Le vote s'est déroulé en trois étapes : la nomination des 111 candidats, l'élection du top-10 et pour finir l'élection finale.

## Les différentes versions enBelgique
En réalité, deux émissions ont été diffusées : De Grootste Belg pour la télévision flamande et Les Plus Grands Belges pour la télévision francophone. Il y a donc deux plus grands Belges : le Père Damien est le plus grand Belge selon les Flamands alors que Jacques Brel est le plus grand Belge selon les francophones. Pour compliquer encore un peu plus la donne, le quotidien de presse belge néerlandophone Het Nieuwsblad a aussi organisé un vote : Belg der Belgen (le Père Damien fut le plus grand Belge avec 40 % des voix).

## Top dix
| De Grootste Belg 1. le Père Damien 2. Paul Janssen 3. Eddy Merckx 4. Ambiorix 5. Adolf Daens 6. Andreas Vesalius 7. Jacques Brel 8. Gerardus Mercator 9. Pierre Paul Rubens 10. Hendrik Conscience | Les Plus Grands Belges 1. Jacques Brel 2. Baudouin Ier de Belgique 3. le Père Damien 4. Eddy Merckx 5. Sœur Emmanuelle 6. José Van Dam 7. Benoît Poelvoorde 8. Hergé 9. René Magritte 10. Georges Simenon | Belg der Belgen 1. le Père Damien 2. Eddy Merckx 3. Paul Janssen 4. Pierre Paul Rubens 5. Jacques Brel 6. Jan Decleir 7. Ernest Claes 8. René Magritte 9. Adolphe Sax 10. Victor Horta |

## Du11eau111e
11) Desiderius Erasmus

12) Adolphe Sax

13) Jan Decleir

14) Kim Clijsters

15) Victor Horta

16) Baudouin Ier de Belgique

17) Pieter Brueghel l'Ancien

18) René Magritte

19) Guido Gezelle

20) Toots Thielemans

21) Charles Quint

22) Louis Paul Boon

23) Joseph Cardijn

24) Hergé

25) James Ensor

26) Peter Piot

27) Jan Van Eyck

28) Christophe Plantin

29) Willy Vandersteen

30) Hugo Claus

31) Jan Frans Willems

32) Leo Baekeland

33) Lieven Gevaert

34) Arno

35) Mark Uytterhoeven

36) Dirk Martens

37) Justine Henin-Hardenne

38) Raymond Goethals

39) Ernest Solvay

40) Paul-Henri Spaak

41) Achille van Acker

42) Marie Popelin

43) Paul Delvaux

44) Simon Stevin

45) Julien Lahaut

46) Christine Van Broeckhoven

47) Élisabeth en Bavière

48) Marc Sleen

49) Willem Elsschot

50) Paul van Ostaijen

51) Pierre-Théodore Verhaegen

52) Raymond Ceulemans

53) Jean-Marie Pfaff

54) Georges Pire

55) Isabelle Gatti de Gamond

56) Philippe III de Bourgogne

57) Adrien de Gerlache

58) Edward Anseele

59) Pascal Vyncke

60) Christian de Duve

61) Georges Lemaître

62) Rembert Dodoens

63) John Cockerill

64) Ilya Prigogine

65) Tom Barman

66) Django Reinhardt

67) Gaston Eyskens

68) Anne Teresa De Keersmaeker

69) Camille Huysmans

70) Antoine Van Dyck

71) Briek Schotte

72) Henry van de Velde

73) Rik Coppens

74) Hadewijch

75) Ingrid Berghmans

76) Roland de Lassus

77) Georges Simenon

78) Rik Van Looy

79) Ferdinand Verbiest

80) Dries Van Noten

81) Cyriel Buysse

82) Hans Memling

83) Jeanne Brabants

84) Tom Lanoye

85) Rik Van Steenbergen

86) Adolphe Quetelet

87) Gaston Roelants

88) Jan van Ruusbroec

89) Paul Van Himst

90) Émile Vandervelde

91) Amélie Nothomb

92) Frans van Cauwelaert

93) Constant Vanden Stock

94) Gabrielle Petit

95) Marc Van Montagu 

96) Auguste Beernaert

97) Marcel Broodthaers

98) Maurice Maeterlinck

99) Pedro de Gante

100) Philippe Herreweghe

101) Rogier van der Weyden

102) Fernand Khnopff

103) César Franck

104) Gerard Mortier

105) Pierre Wynants

106) Henri Pirenne

107) Pierre Deligne

108) Raoul Servais

109) Émile Francqui

110) Charles Rogier

111) Hugo Van der Goes